# 衛藤浩幸
衛藤浩幸（1月19日—），本名相同，筆名：衛藤，日本男性漫畫家。大分縣竹田市出生（出身和成長於大分市）。大分縣立大分上野丘高等學校畢業。
他的作品主要在史克威爾艾尼克斯《GANGAN》雜誌系列連載。代表作有《咕嚕咕嚕魔法陣》。

## 來歷
衛藤國中時期曾經組過樂團，高中時期受到大島弓子的少女漫畫、奇幻冒險及神秘學主題作品有很深的啟蒙與影響。因此在高中畢業之後，他選擇進入武藏野美術大學學習（但後來退學）。此外，衛藤是在參加大學漫畫研究社時期開始投入漫畫創作的。
1984年，衛藤筆名參加《季刊Comic Again》（日本出版社）舉辦的新人漫畫家「Again漫畫學校」徵稿活動，然後從該比賽的3種創作路線中選擇了「New Wave 路線」。翌年1985年，衛藤以短篇「時計屋娘 SEKUNDEN ZEIGER GENT TICK TICK TICK」成功得獎，並刊登在同名雜誌2月冬季號（創刊3號），從此正式在漫畫業界出道。同年，他的另一部短篇「月貓郵便結社」再度刊登在《季刊Comic Again》5月春季號。在這之後，《季刊Comic Again》宣布休刊，衛藤因此選擇離開漫畫界，改行從事服飾銷售和唱片行店員的工作有一段時間。
1988年至1990年間，衛藤仍持續在《Hi-SCORE》、《V version》、《Guitar Magazine》等遊戲雜誌發表遊戲的同人插圖。1990年，他後來參加史克威爾艾尼克斯製作的遊戲《勇者鬥惡龍》官方衍生4格漫畫創作，由於獨特的畫風和搞笑風格獲得了人氣，從此以發表遊戲衍生的4格漫畫復出。
1992年，衛藤在雜誌《Gmae Player Comics》（書房）發表他復出後的首部連載《FANTASY CPU Pico☆Pico》，但只連載4回就面臨雜誌休刊。1994年，衛藤開始在《月刊少年GANGAN》（史克威爾艾尼克斯）連載《咕嚕咕嚕魔法陣》後，因為獲得廣大的迴響（至2003年完結），並在同年成立「衛藤浩幸公認粉絲俱樂部」。然後1996年至2000年，舉辦每年1回發行相關周邊商品的「HUP (Happy UFO Party)」回饋粉絲活動，並在睽違16年之後的2016年4月23日又再度舉辦。
2002年，衛藤在《月刊Comic BLADE》（Mag Garden）開始連載（至2005年完結）。連載期間，因出版社Mag Garden從史克威爾艾尼克斯獨立。從此以後，衛藤成為唯一在《月刊少年GANGAN》與《月刊Comic BLADE》同時進行連載的漫畫家。2006年，衛藤回到《月刊少年GANGAN》，連載《衛星兔子電視》（至2007年完結）。
2008年，衛藤轉往網路雜誌《GANGAN ONLINE》開始連載《咕嚕咕嚕魔法陣》的衍生作品《舞勇傳吉他吉他》。
2012年，《舞勇傳吉他吉他》連載完結之後，衛藤繼續在《GANGAN ONLINE》連載咕嚕咕嚕魔法陣的續篇《咕嚕咕嚕魔法陣2》。

### 人物、特色
《Gmae Player Comics》雜誌創刊之後，衛藤多次在此雜誌發表自己的原創作品。並在1992年夏天發行的自主企劃製作CD『Techno, Trance and Torment music #1』還收錄了由衛藤製作的歌曲「Terminator Automatic」（參加者包括細江慎治、古代祐三等人）。
還有，衛藤從事業餘DJ時別名DJ NICK-Q。畫風方面，初期是走寫實性的劇畫畫風，1992年左右才轉變成現在可愛的畫風。這是因為，衛藤在「勇者鬥惡龍 4格漫畫劇場」覺得4格漫畫走的是輕鬆幽默路線本來就該強調搞笑。
另外，衛藤在創作「勇者鬥惡龍 4格漫畫劇場」時期，有一次因為內容有描寫和褌（ふんどし）相關的風俗言語卻被編輯駁回。後來，衛藤將褌此元素拿掉後，結果編輯說OK才採用的逸事。1994年，《咕嚕咕嚕魔法陣》電視動畫播出獲得好評之後，1996年上映的劇場版動畫仍邀請原作者衛藤親自負責片頭主題歌的作詞、作曲。
2002年開始，衛藤將紙上創作方式轉移用電腦進行處理。

## 作品列表

### 漫畫

#### 連載
| 作品名稱（日文原名）  | 發表雜誌／號                                                           | 出版社                               | 冊數                             | 備註 |
| --------------------- | ---------------------------------------------------------------------- | ------------------------------------ | -------------------------------- | --- |
| FANTASY CPU Pico☆Pico | 《Gmae Player Comics》vol.4－vol.7／1992年4月－10月                    | 書房                                 | 全1冊（未完）                    | 因雜誌休刊未完結 |
| 咕嚕咕嚕魔法陣 （魔法陣グルグル）   | 《月刊少年GANGAN》1992年8月號－2003年9月號                             | 史克威爾艾尼克斯 大然文化→青文出版社 | 全16冊（單行本） 全8冊（新裝版） | 大然文化代理時港台版分開翻譯發行，台版譯名《魔法陣天使》 後由青文出版社再版時改為現在譯名，並在港台兩地發售單一譯本 3度改編成電視動畫 |
| Pico☆Pico             | 《月刊少年搞笑王》 1994年5月號－1995年2月號、1996年10月號－1997年5月號 | 史克威爾艾尼克斯                     | 全1冊                            | |
|                       | 《月刊Comic BLADE》2002年7月號－2005年3月號                            | Mag Garden                           | 全3冊                            | |
| 衛星兔子電視 （）     | 《月刊少年GANGAN》2006年6月號－2007年10月號                            | 史克威爾艾尼克斯 青文出版社          | 全2冊                            | |
| 舞勇傳吉他吉他 （舞勇伝キタキタ）   | 《GANGAN ONLINE》2008年10月－2012年10月                                | 史克威爾艾尼克斯 青文出版社          | 全7冊                            | 《咕嚕咕嚕魔法陣》衍生作品 |
|                       | －                                                                     | －                                   | 全1冊                            | 於各家漫畫出版社網站進行連載 |
| 咕嚕咕嚕魔法陣2 （魔法陣グルグル2）  | 《GANGAN ONLINE》2012年11月－2025年7月17日                             | 史克威爾艾尼克斯                     | 已發行20冊 （2025年4月）         | 《咕嚕咕嚕魔法陣》續篇 |

#### 短篇
| 作品名稱（日文原名）                        | 發表雜誌／號                                        | 出版社           | 備註                        |
| ------------------------------------------- | --------------------------------------------------- | ---------------- | --------------------------- |
| 時計屋娘 EKUNDEN ZEIGER GENT TICK TICK TICK | 《季刊Comic Again》1985年2月冬季號                  | 日本出版社       | 名義                        |
| 月貓郵便結社（月猫郵便結社）                            | 《季刊Comic Again》1985年5月春季號                  | 日本出版社       | 名義                        |
|                                             | 《Gmae Player Comics》vol.1／1991年5月              | 書房             | 遊戲《辟邪除妖》衍生4格漫畫 |
| 善惡的彼岸（善悪の彼岸）                              | 《Gmae Player Comics》vol.1／1991年5月              | 書房             | 遊戲《辟邪除妖》衍生漫畫    |
| 大怪獸俄羅斯方塊（大怪獣テトリス）                        | 《Gmae Player Comics》vol.2／1991年9月              | 書房             | 遊戲《俄羅斯方塊》衍生漫畫  |
|                                             | 《Gmae Player Comics》增刊Hudson魔境／1992年1月     | 書房             |                             |
| Hudson大魔王（ハドソン大魔王）                            |                                                     | 書房             |                             |
| John Hutch市長 日語配音版                   | 《Gmae Player Comics》vol.3／1992年2月              | 書房             | 遊戲《模擬城市》衍生漫畫    |
|                                             | 《Comic Xenon》vol.1／1992年6月號                   | 書房             |                             |
|                                             | 月刊GANGAN增刊《GANGAN WING》1997年春季號           | 史克威爾艾尼克斯 |                             |
|                                             | 《月刊少年GANGAN》1999年7月號－9月號                | 史克威爾艾尼克斯 | 分前、中、後共3篇           |
| 町日誌                                      | 《月刊少年GANGAN》2000年3月號                       | 史克威爾艾尼克斯 |                             |
|                                             | 月刊少年GANGAN增刊《GANGAN POWERED》2004年春季號    | 史克威爾艾尼克斯 |                             |
| Happy Rock（ハッピーロック）                              | 《月刊少年GANGAN》2004年6月號－7月號                | 史克威爾艾尼克斯 |                             |
|                                             | 月刊BIG GANGAN增刊《YOUNG GANGAN》vol.2／2007年11月 | 史克威爾艾尼克斯 |                             |
|                                             | 《增刊YOUNG GANGAN》vol.3／2008年5月                | 史克威爾艾尼克斯 |                             |

### 其它
全由史克威爾艾尼克斯發行。
- 勇者鬥惡龍 4格漫畫劇場 (2)－(5)、(7)－(9)（《月刊少年GANGAN》連載）
- 勇者鬥惡龍 4格漫畫劇場 GANGAN篇 (1)、(2)、(4)、(5)（《月刊少年GANGAN》、《月刊少年搞笑王（日语：月刊少年ギャグ王）》連載）
- 超級瑪利歐 4格漫畫劇場 (4)（《月刊少年GANGAN》連載）
- 星海遊俠 4格漫畫劇場（《月刊少年GANGAN》發表）

## 遊戲
- G線上平台漫畫（CD-ROM Magazine《ULTRABOX（日语：ウルトラボックス） 5號》，1991年9月）
- 的遊戲設計、音樂（CD-ROM Magazine《ULTRABOX 6號》，1992年1月）

## 人物設定
- Jirokids（2010年）－東京都墨田區兩國地區吉祥物

## 主要助手
- 三上零－於《咕嚕咕嚕魔法陣》連載初期至中期擔任。本職占卜師。
- 荒川弘－1999年至2000年左右擔任。

## 腳註

## 相關人物
- 衛藤英幸（遊戲音樂作曲家，衛藤浩幸的弟弟）

## 外部連結
- HAPPY UFO PARTY - Presented by DJ NICK-Q （衛藤浩幸） （页面存档备份，存于） （日語）
- （日語）